# Vjeran Čengić
Vjeran Čengić (Zagreb, 22. svibnja 1979.), hrvatski akademski slikar i likovni umjetnik.

## Životopis
2002. – 2003. Poslijediplomski studij na Akademiji likovnih umjetnosti u Firenci, Italija.
2002. diplomirao slikarstvo na Akademiji likovnih umjetnosti u Zagrebu.
1998. upisuje Akademiju likovnih umjetnosti u Zagrebu / za prvo mjesto na upisu stječe pravo dobitnika državne stipendije.
1998. maturirao na Škola primijenjene umjetnosti i dizajna u Zagrebu, slikarski odjel.
Živi i radi u Zagrebu.

## Nagrade i priznanja
2017. 1. nagrada 4. međunarodnog trijenala autoportreta "Pojam o sebi"
2007. 1. nagrada Ininog natječaja za likovno stvaralaštvo
2005. / 2006. posebna nagrada za najkreativnije djelo, Dubrovnik, Mirisi, zlato i tamjan, 
Prvi Međunarodni festival jaslica i božićnih običaja u Hrvatskoj (B. Radonić i V. Čengić)
2005. druga nagrada Tuborga, Koprivnica, III. DAAK 2005 (B. Radonić i V. Čengić)
2002. pohvala Vijeća Akademije likovnih umjetnosti u Zagrebu, (IV. god.)
1998. – 2002. stipendista državne stipendije, (prvo mjesto na upisu)
1998. pohvala Vijeća Akademije likovnih umjetnosti u Zagrebu, (I. god.)

## Tekstovi o radu
Sonja Švec Španjol, mag.hist.art. perceiveart.com

Branka Hlevnjak, mr.sc. culturenet.hr

## Vanjske poveznice
- Arhivirana inačica izvorne stranice od 20. kolovoza 2018. (Wayback Machine)
- Arhivirana inačica izvorne stranice od 11. svibnja 2021. (Wayback Machine)

https://www.wikiart.org/en/vjeran-cengic